# 松平茂昭
松平 茂昭（まつだいら もちあき）は、幕末から明治初期にかけての大名・華族。越後国糸魚川藩7代藩主、越前国福井藩17代(最後の)藩主。維新後は福井藩知事、侯爵となる。

## 経歴
越後糸魚川藩主・松平直春の四男として誕生した。
嘉永5年（1852年）4月1日、12代将軍・徳川家慶に御目見する。嘉永6年（1853年）2月1日、元服する。この時の諱は直廉（なおきよ）。安政4年（1857年）5月4日、実父の直春の隠居により、清崎松平家の家督を相続する。同年12月16日、従五位下・日向守に叙任する。
安政5年（1858年）7月5日、安政の大獄で松平慶永が隠居・謹慎処分となった福井松平家の家督を相続する。同年10月21日、従四位上・左近衛中将・越前守に昇進する。また、14代将軍・徳川家茂から偏諱を受け、諱を直廉から茂昭に改めた。
この年以後の福井藩民の名の茂の字は忌諱によってすべて藻と改められ、人別張等には藻左衛門・藻兵衛等と記されている。元治元年（1864年）4月13日、正四位下となる。
藩主となったものの、藩内には隠居した慶永を始め三岡八郎、中根雪江、横井小楠などの藩政を主導する改革派の家老・藩士が多数いたため、茂昭には実権はほとんどなく、傀儡の当主の立場であった。慶応元年（1865年）の第一次長州征討では総督・徳川慶勝（元尾張藩主）の下、副総督となっている。
明治元年9月、杉田仙十郎宅にて、言を極めて失政を質されている。明治2年（1869年）6月、版籍奉還に伴い、福井藩知事となった。明治4年（1871年）7月、廃藩置県に伴って免官された。明治17年（1884年）7月、伯爵を授けられた。明治21年（1888年）1月17日、養父慶永の勲功により侯爵に陞爵した。
明治23年（1890年）7月、55歳で死去した。

## 栄典・授章・授賞
位階
- 1857年（安政4年）12月16日 - 従五位下
- 1858年（安政5年）10月21日 - 従四位上
- 1864年（元治元年）4月13日 - 正四位下
- 1887年（明治20年）7月18日 - 正三位[3]
- 1890年（明治23年）7月20日 - 従二位[4]

爵位
- 1884年（明治17年）7月7日 - 伯爵[5]
- 1888年（明治21年）1月17日 - 侯爵

授章
- 1885年（明治18年）7月13日 - 勲四等旭日小綬章[6]
- 1887年（明治20年）7月20日 - 金製黄綬褒章[7]
- 1889年（明治22年）11月29日 - 大日本帝国憲法発布記念章[8]
- 1890年（明治23年）7月23日 - 勲三等瑞宝章[9]

## 家族
- 父：松平直春
- 母：若枝、看月院 - 田辺氏
- 養父：松平春嶽
- 正室：幸姫 - 久我幸子、久我建通の三女
- 継室：広橋幾子 - 広橋胤保の六女
- 婚約者：賀代姫（1848年 - 1865年） - 蜂須賀斉裕の長女、婚礼前に没
- 側室：小出八重 - 小出新弥尹多妹[10]
  - 次男：松平康荘（1867年 - 1930年）
- 生母不明の子女
  - 三男：松平永頼
  - 四男：竹屋春光（1883年 - 1938年）
  - 五男：藤波茂時 - 藤波言忠の婿養子
  - 女子：松平清子 - 鍋島直庸（鍋島直虎長男）正室
  - 五女：松平敬子（ひろこ） - 加藤泰通正室
  - 女子：松平昭子 - 戸田康保正室
- 養子
  - 女子：松平寿子（1850年 - 1884年） - 阿部正弘の六女、阿部正桓室